# Liane Buhr
Liane Buhr (n. 11 martie 1956, Pritzwalk, Brandenburg, Germania) este o sportivă ce a reprezentat Republica Democrată Germană, medaliată olimpică. A participat la 2 ediții ale Jocurilor Olimpice (1976, 1980) în care a câștigat două medalii de aur.